# Distrito de Novoselitsky
Distrito de Novoselitsky (em russo:  Новосе́лицкий райо́н, transl. Novosélitskiy rayón) é um distrito administrativo (raion), um dos vinte e seis no Krai de Stavropol, na Rússia. Municipalmente, é incorporado como Distrito Municipal de Novoselitsky e está localizado no centro do krai. A área do distrito é de 1.724km². Seu centro administrativo é a localidade rural (a selo) de Novoselitskoye. População: 26,697 (Censo de 2010); 26.613 (Censo de 2002); 23.021 (Censo de 1989). A população de Novoselitskoye representa 32,7% da população total do distrito.